# Чэнь Юйчэн (тайпин)
Чэнь Юйчэн (кит. 陈玉成, Chen Yucheng, 1837 — 1 мая 1862) — выдающийся тайпинский полководец. За заслуги и неустрашимость получил титул инвана (храброго князя). Был захвачен в плен цинскими войсками и казнён.
Чэнь Юйчэн родился в крестьянской семье в Гуанси примерно в 1836 году и присоединился к тайпинским повстанческим силам во время похода на Янцзы в 1851 году. Чэнь, которому на момент призыва было 15 лет, быстро поднялся по служебной лестнице и в 1856 году, после Тяньцзинского инцидента (борьба за власть внутри тайпинского руководства) ему было присвоено звание генерала.
После командования серией успешных военных операций к западу от Нанкина в период с 1856 по 1858 год Чэнь в следующем году получил от руководителя тайпинов Хун Сюцюаня титул инвана (храброго князя). Вместе с другим тайпинским генералом Ли Сючэном Чэнь защитил и освободил столицу Нанкин от осады в 1860 году.
В феврале 1861 года Чэнь Юйчэн возглавил 100-тысячное войско в подготовке к наступлению на Ухань. Однако он занял оборонительную позицию и был вынужден отступить. После его отступления цинская Сянская армия сосредоточила все свои силы на осаде Аньцина. После нескольких месяцев ожесточенных боев Аньцин пал, и Чэнь Юйчэн отступил в Лучжоу (сейчас Хэфэй).  
В мае 1862 года Чэнь прорвался из Лучжоу в Шоучжоу, где был предан и захвачен в плен. Чэнь был казнен в июне 1862 года. 
После смерти Чэнь Юйчэна брат Хун Сюцюаня Хун Жэньгань сокрушался в Тяньцзине (Нанкине): «Как только инвана не стало, наша военная мощь внезапно пришла в упадок и полностью рухнула!»